# Конвалл
Конвалл (англ. Conwall, Conval; умер около 630) — святой, день памяти — 8 сентября.
Святой Конвалл, ирландец, ученик св. Кентигерна, был священником в Шотландии. Вместе со св. Балдредом, преемником св. Кентигерна на епископской кафедре Глазго, он продолжил дело своего учителя.